# Pavol Bargár
Pavol Bargár (* 1981) je slovenský teolog, religionista a misiolog.
Vystudoval teologii, religionistiku a židovsko–křesťanské vztahy v Bratislavě, Praze a na zahraničních studijních cestách v Jižní Koreji a Velké Británii. Pracuje jako badatel ve Středoevropském centru misijních studií. V období 2011–2013 byl předsedou Společnosti křesťanů a Židů. Je členem redakce, v minulosti i šéfredaktorem Revue SKŽ. Je členem více odborných rad a společností.